# Hamoun
Pour plus de détails, voir Fiche technique et Distribution.
Hamoun (ou Hamoon ; en persan : هامون) est un drame iranien réalisé par Dariush Mehrjui, sorti en 1990. 
Le film raconte l'histoire d’un homme iranien appartenant à la classe moyenne - Hamid Hamoun, interprété par Khosro Shakibai - et sa résistance envers la demande de divorce de sa femme.
Vu les séquences de rêves et le traitement, Hamoun a été souvent décrit comme un film ayant une touche de Fellini. C'est aussi une comédie sous-jacente qu’on ne trouve guère dans les films iraniens. En 1997, dans un sondage auprès des critiques, Hamoun a remporté le vote du meilleur film du cinéma iranien. La Vache, du même réalisateur, avait auparavant ce titre.

## Synopsis
Hamid Hamoun, directeur d'une compagnie d’import-export, vit avec sa femme Mahshid, artiste de la peinture abstraite. Issue d’une famille riche, Mahshid a épousé Hamoun de classe moyenne pour ses goûts intellectuels et ses points de vue avant-gardistes. 
Après sept ans de mariage, Mahshid, qui était au début très amoureuse de Hamoun, ne tarde pas à le considérer comme un obstacle à son désir de réaliser quelque chose de magnifique dans sa vie. Hamoun, qui souhaite faire une carrière d'écrivain tout en préparant sa thèse de doctorat, projette occasionnellement sa frustration sur elle. Bientôt Mahshid demande le divorce. Ébranlé de voir sa femme renoncer à l’amour, Hamoun dérive sur une pente hasardeuse. Le film montre alors l’incapacité de Hamoun à accepter la réalité de perdre son épouse et de vivre avec ses rêves non réalisables.
Les scènes brossant le portrait de Hamoun et ses réalisations ressemblent à celles des films de Fellini. Il se met en tête l'idée de rendre visite à son professeur, Ali, qu’il admire beaucoup, mais il ne le fait jamais. Il va plutôt voir sa grand-mère dans l’intention de se mettre la main sur une carabine de chasse qu’elle lui avait laissée.
Hamoun tente, sans succès, de tuer sa femme qui mène une vie à sa guise. Amené au bord de suicide par manque de soutien, Hamoun essaie de se jeter à la mer. Il passe à travers un rêve où il voit lever toutes les sanctions pesées contre lui, et dont ses proches, incluant sa mère et sa femme, se sentent consolés; ses problèmes sont alors tous résolus ; puis il se réveille dans un bateau, après avoir été secouru par son professeur Ali.

## Fiche technique
- Titre original : Hamoun
- Réalisation : Dariush Mehrjui
- Scénario : Dariush Mehrjui
- Pays de production :  Iran
- Langue : persan
- Genre : Drame
- Durée : 122 minutes
- Date de sortie : 1990

## Distribution
- Khosro Shakibai : Hamid Hamoun
- Bita Farrahi : Mahshid
- Ezzatollah Entezami : Ali